# Konstantynówka (gmina Sejny)
Konstantynówka – wieś w Polsce położona w województwie podlaskim, w powiecie sejneńskim, w gminie Sejny.
| SIMC    | Nazwa     | Rodzaj    |
| ------- | --------- | --------- |
| 1012123 | Wesołówka | część wsi |

W latach 1975–1998 miejscowość należała administracyjnie do województwa suwalskiego.
We wsi stoi drewniany krzyż z charakterystycznymi litewskimi zdobieniami słońca i księżyca.